# SG Andrea Doria
Die Società Ginnastica Andrea Doria Genua ist ein italienischer Sportverein aus Genua und wurde 1895 gegründet.
Der Verein besitzt mit Turnen, Schwimmen, Wasserball, Tennis, Savate, Kampfsport und Boccia sieben Sportabteilungen. Die Wasserballmannschaft der SG Andrea Doria gewann zwischen 1920 und 1931 acht italienische Meistertitel. In der Vergangenheit bestand auch eine eigene Fußballabteilung.
Der Vereinsname geht auf den Genueser Admiral Andrea Doria aus dem 16. Jahrhundert zurück.

## Fußballabteilung
Die Fußballabteilung fusionierte 1927 mit der SG Sampierdarenese zum AC la Dominante Genua, 1930 benannte man sich dann in AC Liguria um. Diese Fusion wurde im Jahr 1945 gelöst und die Fußballabteilung spielte wieder unter ihrem ursprünglichen Vereinsnamen. Am 1. August 1946 kam es dann zur erneuten Fusion der beiden Fußballabteilungen unter dem Namen Sampdoria Genua, welcher sich aus beiden Vereinsnamen zusammensetzt.

### Ehemalige Spieler
- Giuseppe Baldini
- Aristodemo Santamaria

### Ehemalige Trainer
- Thomas Coggins
- Ferenc Molnár
- Imre Payer
- James Richardson Spensley
- János Vanicsek
- Italo Zamberletti